# Club Patrícia
El Club Patrícia és un club de gimnàstica rítmica de la ciutat de Lleida, federat a la Federació Catalana de Gimnàstica. Fa ús del pavelló poliesportiu dels Camps Elisis.
Va ser fundat l'any 1979. Ja en el seu primer any de vida començà a participar en competicions nacionals. Pel club han passat destacades gimnastes com Esther Escolar, participà en el campionat del món individual (2003, 2005), Carme Acedo, quarta classificada en el concurs complet dels Jocs Olímpics de Barcelona (1992), i Núria Velasco, present als Jocs Olímpics de Sydney (2000).